# Jessica Brown Findlay

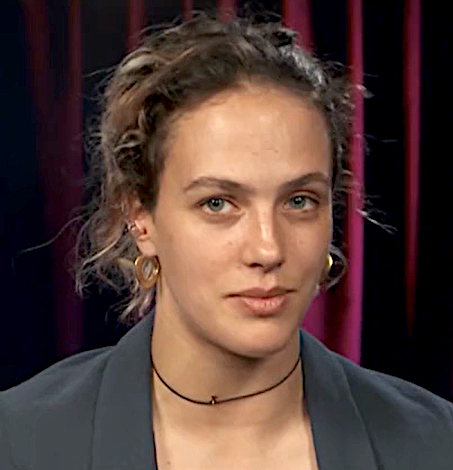
Jessica Brown Findlay, 2017

Jessica Brown Findlay (* 14. September 1989 in Cookham, Berkshire als Jessica Rose Brown-Findlay) ist eine britische Schauspielerin.

## Leben und Werdegang
Brown Findlay wuchs als Tochter eines Finanzberaters und einer Sekretärin in Cookham, Berkshire, auf.
Als Jugendliche strebte sie zunächst eine Karriere beim Ballett an und trainierte beim National Youth Ballet und mit Tänzern des Royal Ballet. Mit 15 Jahren erhielt sie eine Einladung, gemeinsam mit dem Kirow-Ballett für eine Saison im Royal Opera House aufzutreten. Nach Abschluss der Schule begann sie eine Ausbildung an der Londoner Arts Educational School, wo sie im zweiten Jahr nach mehreren Operationen am Knöchel das Tanzen aufgeben musste.
Ihr Lehrer überzeugte sie, ihre Ausbildung am Central Saint Martins College of Art and Design fortzusetzen, wo sie erstmals mit der Schauspielerei in Berührung kam. Nach Empfehlung einiger Castingagenten erhielt sie völlig überraschend ihre erste Hauptrolle in der Komödie Albatross an der Seite von Julia Ormond und Sebastian Koch. Ihre Darstellung der Emelia Conan-Doyle brachte ihr jeweils eine Nominierung als Most Promising Newcomer für den British Independent Film Award und den Evening Standard British Film Award ein.
Von 2010 bis 2012 trat Brown Findlay in der Rolle der Sybil Crawley in der mehrfach preisgekrönten Dramaserie Downton Abbey auf. 2014 spielte sie die Rolle der Beverly Penn in Winter’s Tale, der Verfilmung von Mark Helprins Fantasyroman, neben Colin Farrell und Russell Crowe. Von 2017 bis 2019 spielte Brown Findlay in drei Staffeln der Dramaserie Harlots – Haus der Huren die Rolle der Charlotte Wells.
2020 heiratete sie ihren Schauspielkollegen Ziggy Heath.

## Filmografie
- 2009: Man on a Motorcycle (Kurzfilm)
- 2009, 2011: Misfits (Fernsehserie, 2 Episoden)
- 2010–2012: Downton Abbey (Fernsehserie, 20 Episoden)
- 2011: Albatross
- 2011: Black Mirror (Fernsehserie, Episode 1x02)
- 2012: Das verlorene Labyrinth (Labyrinth, Fernsehfilm)
- 2013: Lullaby
- 2014: Winter’s Tale
- 2014: The Riot Club
- 2014: Riff-Piraten (Jamaica Inn, Miniserie, 3 Episoden)
- 2015: Victor Frankenstein – Genie und Wahnsinn (Victor Frankenstein)
- 2015: The Outcast (Fernsehserie, 2 Episoden)
- 2016: Der wunderbare Garten der Bella Brown (This Beautiful Fantastic)
- 2017: Monster Family (Happy Family, Stimme)
- 2017: Iris Warriors
- 2017: England Is Mine
- 2017–2019: Harlots – Haus der Huren (Harlots, Fernsehserie, 20 Episoden)
- 2018: Hamlet (Fernsehfilm)
- 2018: Deine Juliet (The Guernsey Literary and Potato Peel Pie Society)
- 2018: Hero (Kurzfilm)
- 2020–2021: Castlevania (Fernsehserie, 12 Episoden, Stimme)
- 2020: Schöne neue Welt (Brave New World, Fernsehserie, 9 Episoden)
- 2020: The Banishing
- 2021: München – Im Angesicht des Krieges (Munich: The Edge of War)
- 2021: Happy Family 2 (Monster Family 2, Stimme)
- 2022: Iris Warriors
- 2022: Life After Life (Fernsehserie, 3 Episoden)
- 2022: The Hanging Sun
- 2022: The Flatshare (Fernsehserie, 6 Episoden)
- 2023–2024: Isadora Moon (Fernsehserie, 22 Episoden, Stimme)
- 2025: Playing Nice (Miniserie, 4 Episoden)